# Sandra Mae Frank
Sandra Mae Frank est une actrice américaine de théâtre, de cinéma et de télévision.
Sourde depuis l'âge de trois ans, elle plaide pour une reconnaissance égale des acteurs sourds et entendants, position qu'elle défend dans les pages du Washington Post en 2021. Elle est la première actrice sourde à avoir tenu le premier rôle d'une comédie musicale à Broadway en interprétant Wendla dans L'Éveil du printemps en 2015. À la télévision, elle joue notamment dans les deux dernières saisons de la série New Amsterdam entre 2021 et 2023.
Sandra Mae Frank travaille également comme directrice de production au Deaf Austin Theatre, une compagnie théâtrale basée à Austin, au Texas.

## Biographie

### Enfance et formation
Sandra Mae Frank est née le 21 mars 1990 à Louisville, dans le Kentucky.[réf. nécessaire] Elle est scolarisée à la Louisville Deaf Oral School (actuel Heuser Hearing Institute and Learning Academy), puis à la duPont Manual High School (en). Durant son passage dans cet établissement, elle tient un rôle dans une production de la pièce de théâtre Crimes du cœur organisée par la Youth Performing Arts School.
Elle poursuit des études à l'université Gallaudet, d'abord en vue de devenir enseignante, puis dans le domaine des arts théâtraux, et décroche son diplôme en 2013,.

### Carrière
En 2015, Sandra Mae Frank interprète Wendla dans la comédie musicale L’Éveil du printemps à Broadway. Cette mise en scène, dirigée par Michael Arden, comprend à la fois des acteurs entendants et sourds, parmi lesquels Marlee Matlin. Frank chansigne son rôle en coopération avec une chanteuse entendante,. L'année suivante, elle participe à une autre production réunissant acteurs entendants et sourds : Un violon sur le toit au Lyric Theatre of Oklahoma. Elle y interprète le rôle de Hodel,. En 2018, elle joue à nouveau au Lyric Theatre of Oklahoma, cette fois dans la comédie musicale Fun Home (en) adaptée de la bande dessinée éponyme d'Alison Bechdel.
Elle apparaît au cinéma dans le film d'horreur Soul to Keep en 2018, dans le film de science-fiction Multiverse en 2019 et dans la comédie romantique de Noel Season of Love la même année.
À la télévision, Sandra Mae Frank incarne Abigail, une étudiante sourde, dans l'épisode 9 de la première saison de la série Zoey et son incroyable playlist. Elle y chansigne Fight Song (en) de Rachel Platten en langue des signes américaine tandis qu'un violoncelle interprète la mélodie vocale,. Elle intègre le casting de la série New Amsterdam en 2021, au début de sa quatrième saison, dans le rôle d'Elizabeth Wilder, une oncologue sourde qui rejoint l'équipe du docteur Goodwin. Elle devient l'un des personnages principaux de la série à partir de la saison suivante et le reste jusqu'au dernier épisode, en janvier 2023.
Le 13 février 2022, elle effectue la synchronisation en langue des signes américaine de l'hymne national américain et de America the Beautiful lors du 56e Super Bowl à Inglewood, en Californie,. La même année, elle co-dirige la mise en scène de la comédie musicale The Music Man au Olney Theatre Center (en), dans le Maryland. Son travail est récompensé par un Helen Hayes Award (en) en 2023. Toujours en 2022, elle rejoint le casting du film The Silent Hour (en) avec Joel Kinnaman, Mekhi Phifer et Mark Strong,.
En mars 2023, Sandra Mae Frank interprète le rôle-titre de la comédie musicale Cinderella de Rodgers et Hammerstein dans une production mixte sourds et entendants du Zach Theatre (en) d'Austin, dans le Texas, en coopération avec le Deaf Austin Theatre. Sa performance lui vaut le B. Iden Payne Award dans la catégorie « premier rôle dans une comédie musicale ».

### Vie privée
Sandra Mae Frank est sourde, ayant perdu l'audition à l'âge de trois ans. Dans la plupart de ses performances, elle utilise la langue des signes américaine (ASL).

## Filmographie

### Cinéma

#### Longs métrages
- 2014 : Beautiful Sounds of Love : Kylie
- 2018 : Soul to Keep : Tara
- 2019 : Multiverse : Amy
- 2019 : Season of Love : Kenna
- 2023 : The Silent Hour (en) : Ava

#### Courts métrages
- 2015 : Harmony
- 2016 : The Sound of Fear : Lierre
- 2017 : The Strength Within You : une femme
- 2017 : Garage Heat : Zoé
- 2018 : The Past Man : une femme

### Télévision
- 2015 : Switched : une réceptionniste
- 2018 : Reverse Polarity : Mary
- 2019 : Daybreak : Victoria
- 2020 : Zoey et son incroyable playlist : Abigail
- 2021-2023 : New Amsterdam : Dr Elisabeth Wilder

## Théâtre

### Actrice
- 2015 : L'Éveil du printemps, à Broadway : Wendla
- 2016 : Un violon sur le toit, au Lyric Theatre of Oklahoma : Hodel
- 2018 : Fun Home (en), au Lyric Theatre of Oklahoma : Joan
- 2023 : Cinderella, au Zach Theatre (en) avec le Deaf Austin Theatre : Cendrillon

### Metteuse en scène
- 2022 : The Music Man, au Olney Theatre Center (en), en collaboration avec Michael Baron